# Greatest Hits (Guns N’ Roses-album)
A Greatest Hits az amerikai hard rock banda, a Guns N’ Roses válogatásalbuma, amely 2004. március 23-án jelent meg. Az album az UK Albums lista első helyéig jutott, a Billboard 200 listán pedig a harmadik helyet foglalta el. A negatív kritikák és Axl Rose, valamint az ex-Guns N’ Roses tagok album kiadása ellen irányuló pere ellenére a lemez rendkívül sikeres volt, az Amerikai Egyesült Államokban 5,2 millió darabot adtak el belőle. A Greatest Hits a Guns N’ Roses történetében a második olyan album (az Appetite for Destruction után), amely hazájában a leghosszabb ideig volt a listákon, végül 2006 novemberében került le, 138 hét után, majd újra felkerült a 132. helyre a billboard 200 listára, 2009. december 4-én. Az Universal Records ajánlatot tett Rose-nak, valamint megnevezett egy határidőt, amire el kellett készülnie új felvételekkel, de miután Rose nem tudta megtenni, az Universal elkészítette a saját válogatását.

## A dalok listája
|     | Cím                                                     | Szerző(k)                                                             | Eredeti album                | Hossz |
| --- | ------------------------------------------------------- | --------------------------------------------------------------------- | ---------------------------- | ----- |
| 1.  | Welcome to the Jungle                                   | Axl Rose, Izzy Stradlin, Slash, Duff McKagan, Steven Adler            | Appetite for Destruction     | 4:32  |
| 2.  | Sweet Child o’ Mine                                     | Rose, Stradlin, Slash, McKagan, Adler                                 | Appetite for Destruction     | 5:55  |
| 3.  | Patience                                                | Rose, Stradlin, Slash, McKagan, Adler                                 | G N’ R Lies                  | 5:56  |
| 4.  | Paradise City                                           | Rose, Stradlin, Slash, McKagan, Adler                                 | Appetite for Destruction     | 6:47  |
| 5.  | Knockin’ on Heaven’s Door (Bob Dylan feldolgozás)       | Bob Dylan                                                             | Use Your Illusion II         | 5:36  |
| 6.  | Civil War                                               | Rose, Stradlin, Slash, McKagan                                        | Use Your Illusion II         | 7:42  |
| 7.  | You Could Be Mine                                       | Rose, Stradlin, Slash, McKagan                                        | Use Your Illusion II         | 5:44  |
| 8.  | Don’t Cry (original version)                            | Rose, Stradlin, Slash, McKagan                                        | Use Your Illusion I          | 4:51  |
| 9.  | November Rain                                           | Rose, Stradlin, Slash, McKagan                                        | Use Your Illusion I          | 8:57  |
| 10. | Live and Let Die (Paul McCartney feldolgozás)           | Paul McCartney, Linda McCartney                                       | Use Your Illusion I          | 3:02  |
| 11. | Yesterdays                                              | Rose, Stradlin, Slash, McKagan, West Arkeen, Del James, Billy McCloud | Use Your Illusion II         | 3:18  |
| 12. | Ain’t It Fun (The Dead Boys feldolgozás)                | Cheetah Chrome, Peter Laughner                                        | "The Spaghetti Incident?"    | 5:10  |
| 13. | Since I Don’t Have You (The Skyliners feldolgozás)      | Joseph Rock, James Beaumont és The Skyliners                          | "The Spaghetti Incident?"    | 4:18  |
| 14. | Sympathy for the Devil (The Rolling Stones feldolgozás) | Mick Jagger, Keith Richards                                           | Interjú a vámpírral Filmzene | 7:36  |

### Fogadtatás és per
Bár az album jól fogyott és többnyire pozitív kritikákat kapott, a rajongók nemtetszésüket nyilvánították, mivel az albumról hiányoznak az igazán népszerű dalok és túl sok rajta a feldolgozás. Axl Rose azonnal megpróbálta meghiúsítani az album kiadását, perbe bocsátkozott, mivel szerinte a válogatás elvonná a figyelmet a hamarosan elkészülő új Guns N’ Roses albumról a Chinese Democracy-ról, többet vennének meg a válogatásból, az új lemez pedig észrevétlen maradna. A két ex-Guns N’ Roses tag Slash és Duff McKagan is segítette Rose-t a Geffen Records elleni perben, bár személyesen nem beszéltek egymással. A pert elvesztették, a Geffen pedig kiadta az albumot.

## Közreműködők
- Axl Rose – ének, zongora, billentyűs
- Slash – gitár
- Izzy Stradlin – ritmusgitár, háttérvokál (az 1–11. dalban)
- Duff McKagan – basszusgitár, háttérvokál
- Steven Adler – dob, ütőhangszerek (az 1–4, 6. dalban)
- Matt Sorum – dob, ütőhangszerek (az 5, 7–14. dalban)
- Dizzy Reed – zongora, billentyű, háttérvokál (az 5–14. dalban)
- Gilby Clarke – ritmusgitár, (a 13. dalban)
- Paul Tobias – ritmusgitár,  (a 14. dalban)